# Bereifter Leder-Täubling
Der Bereifte Leder-Täubling (Russula carminipes
syn. R. pseudomelitodes) ist ein Pilz aus der Familie der Täublingsverwandten (Russulaceae). Aufgrund seiner Seltenheit wird er nur in wenigen Werken behandelt.

## Merkmale

### Makroskopische Merkmale
Der Hut erreicht einen Durchmesser zwischen 6 und 12 Zentimetern. Er ist dunkel purpurrot bis rotbräunlich gefärbt und in der Mitte oft ockerlich oder olivocker ausgeblasst. Die Lamellen sind hellocker getönt. Der Stiel wird 3 bis 3,5 Zentimeter lang und 1 bis 2,4 Zentimeter dick. Er ist weiß, an der Basis jedoch rosa oder rötlich gefleckt. Er verfärbt sich etwas gelb oder braun.
Das Sporenpulver ist hell dotterfarben.

### Mikroskopische Merkmale
Die Sporen messen 8–10 × 6,5–8 Mikrometer. Die Oberfläche ist mit Warzen bedeckt, die kammartig oder partiellnetzig miteinander verbunden sind. Die Warzen werden bis zu 0,6 Mikrometer hoch.

## Artabgrenzung
Ähnlich ist der Palisander-Täubling (Russula melitodes), der jedoch andere Hut-Stiel-Proportionen besitzt. Sein Hut wird meist nur bis zu 8 Zentimeter breit und der Stiel zwischen 4,5 und 6 Zentimeter lang. Die Stacheln auf den Sporen werden bis zu 1,3 Mikrometer hoch. Verwechslungen sind auch mit dem Leuchtendroten Täubling (R. laeta) möglich. Dieser unterscheidet sich durch ausschließlich isolierte Stacheln auf den Sporen.

## Ökologie und Verbreitung

Europäische Länder mit Fundnachweisen des Bereiften Leder-Täubling.
Legende:
Länder mit Fundmeldungen
Länder ohne Nachweise
keine Daten
außereuropäische Länder

Der Bereifte Leder-Täubling soll im Laubwald, auf Alleen und an grasigen Stellen vorkommen.
In Europa wurde der Pilz in Frankreich, den Niederlanden, Belgien, Deutschland, Österreich und Montenegro nachgewiesen. In Deutschland gibt es bisher nur drei Fundmeldungen, einmal aus der Rheinpfalz und zweimal aus Baden-Württemberg. Die Art ist generell äußerst selten.

## Systematik
Einige Autoren halten Russula pseudomelitodes  J. Blum ex Bon  (1986) für synonym.

### Infragenerische Systematik
Der Bereifte Leder-Täubling ist ein Vertreter der Untersektion Integrinae, die innerhalb der Sektion Polychromae steht. Die Vertreter der Untersektion sind meist große oder mittelgroße Arten mit variablen, oft aber bräunlich bis violett gefärbten Hüten und einem rein weißen Stiel. Sie haben gelbes bis ockergelbes Sporenpulver und schmecken völlig mild.

## Bedeutung
Der Bereifte Leder-Täubling ist essbar, sollte jedoch aufgrund seiner Seltenheit geschont werden.